# Præsidentvalget i Tyskland 2010
Præsidentvalget i Tyskland 2010 blev afholdt i Forbundsforsamlingen, som den 30. juni 2010 valgte daværende ministerpræsident i Niedersachsen Christian Wulff (CDU) som ny forbundspræsident. Wulff efterfulgte Horst Köhler som var gået af før tiden. Mødet blev holdt i Rigsdagsbygningen i Berlin. Den vigtigste modkandidat til Wulff var Joachim Gauck, som siden blev valgt ved præsidentvalget i 2012.

## Valgresultater
| Kandidat               | 1. Valgomgang | 1. Valgomgang | 2. Valgomgang | 2. Valgomgang | 3. Valgomgang                | 3. Valgomgang                |
| Kandidat               | Stemmer       | Andel         | Stemmer       | Andel         | Stemmer                      | Andel                        |
| ---------------------- | ------------- | ------------- | ------------- | ------------- | ---------------------------- | ---------------------------- |
| Christian Wulff        | 600           | 48,2 %        | 615           | 49,4 %        | 625                          | 50,2 %                       |
| Joachim Gauck          | 499           | 40,1 %        | 490           | 39,4 %        | 494                          | 39,7 %                       |
| Luc Jochimsen          | 126           | 10,1 %        | 123           | 9,9 %         | Kandidaturet trukket tilbage | Kandidaturet trukket tilbage |
| Frank Rennicke         | 3             | 0,2 %         | 3             | 0,2 %         | Kandidaturet trukket tilbage | Kandidaturet trukket tilbage |
| Blanke stemmer         | 13            | 1,0 %         | 7             | 0,6 %         | 121                          | 9,7 %                        |
| Stemmeberettigede      | 1.244         | 100,0 %       | 1.244         | 100,0 %       | 1.244                        | 100,0 %                      |
| hvoraf afgivne stemmer | 1.242         | 99,8 %        | 1.239         | 99,6 %        | 1.242                        | 99,8 %                       |
| hvoraf gyldige stemmer | 1.241         | 99,8 %        | 1.238         | 99,5 %        | 1.240                        | 99,7 %                       |